# Literární poklesky
Literární poklesky (anglicky Literary Lapses) jsou souborem humorných povídek a literárních parodií kanadského humoristy Stephena Leacocka, jenž vyšel knižně v roce 1910. Obsahuje 47 povídek prodchnutých řádnou porcí ironie a satiry, která je cílena na různé lidské slabosti a neřesti, společenskou etiketu atd. Námětově čerpá z každodenních všedních situací, které rozvíjí do všelijakých absurdit. V řadě povídek naleznete i úsměvnou slovní hříčku.

O neutuchající popularitě knihy svědčí i další nová vydání v mnoha světových jazycích.

## Obsah
- Moje finanční kariéra
- Strašlivý osud Melpomena Jonese
- Vánoční dopis (Odpověď mladé dámě na pozvání k účasti na dětském domácím dýchánku)
- Jak vydělat milion dolarů
- Jak se dožít 200 let
- Návod k rozhovoru (kterým je možno natrvalo vyléčit amatéra v kouzelnictví z jeho karetních triků)
- Kouzelníkova pomsta
- Síla statistiky
- Muži, kteří mne holili
- Vyložím ti stručně, oč tam jde
- Šestapadesátka
- Rady cestujícím
- Můj neznámý známý
- Vánoce Smolíka McFiggina
- Život Johna Smithe
- Ideální interview s naším největším hercem (To znamená s kterýmkoli s našich šestnácti Největších Herců)
- O sběratelství
- Nejnovější vymoženosti pojišťování
- Kterak si vypůjčit sirku
- Experiment se strážníkem Hoganem
- Pomíjení poety
- Úvahy o jízdě koňmo
- Vlastním přičiněním
- Návrat k divočině
- Těžký život zálesáka (Moje plány na lov losů v kanadské divočině)
- Salámio (Příspěvek ke studiu Shakespeara)
- A, B a C (aneb matematika z lidské stránky)
- U fotografa
- Halucinace pana Wlezleyho
- Můj krejčí (Skica k zátiší)
- Omyly svatého Mikuláše
- První volání jara (aneb Ach, jak ti ptáčkové šveholí)
- Trampoty letního hosta
- Dolar, o který jsem přišel
- Průvodce dokonalého milence (neboli Jak si vybrat družku na moři i na souši)
- Fyziologický Filip (Povídka z učebnice)
- Jak jsme slavili Svátek matek
- Přednáška o chození
- Naše čtenářská veřejnost (Pohled do knihkupectví)
- Z pamětí mladé šlechtičny (Vypravuje lady Trouffle-Shouffleová)
- Veliký detektiv (aneb Vražda po 2,50 dolaru za kus)
- Záhada k zbláznění (aneb Defektní detektiv)
- Q (aneb Fakta o fatálnosti fantasfantomatů)
- Guvernantka Gertruda (aneb Srdce sedmnáctileté siroty)
- Karolíniny Vánoce (aneb Nevysvětlitelné nemluvně)
- Oklamán na Okeáně (aneb Mořem zmořený – námořnická povídka ve starém slohu)
- Hrdina z Horákova (aneb Životní zápas Ezechiáše Erteple)

## Česká vydání
- 1. vydání, nakladatelství Mladá fronta, 1963, překlad František Vrba, 156 stran
- 2. rozšířené vydání, nakladatelství Mladá fronta, edice Kapka – svazek 57, 1966, překlad František Vrba, náklad 30 000
- 3. vydání, nakladatelství Mladá fronta, edice Kapka – svazek 125, 1971, překlad František Vrba, náklad 40 000
- 3. rozšířené vydání, nakladatelství Mladá fronta, edice Máj – svazek 467,1986, překlad František Vrba, 245 stran, náklad 110 000
- 4. vydání, nakladatelství Garamond, 2000, překlad František Vrba, ISBN 80-86379-02-7, 164 stran, vázané
- 5. vydání, nakladatelství Levné knihy Kma, 2000, překlad František Vrba, ISBN 80-7309-003-1, 292 stran, brožované
- 7. vydání, nakladatelství Paseka, 2007, překlad František Vrba, ISBN 978-80-7185-841-6, 248 stran, vázané